# Hiacynt (imię)
Hiacyntⓘ – imię męskie pochodzenia greckiego. Wywodzi się od imienia mitycznego Hyakinthosa, syna Amyklasa i Diomedy. Z jego krwi wyrosły kwiaty nazwane od jego imienia 'hiacynty', łac. hiacynthus. Z kolei od Hyakinthosa pochodzi imię Hiacynt. W kraju imię to uległo spolszczeniu do formy Jacenty oraz Jacek.

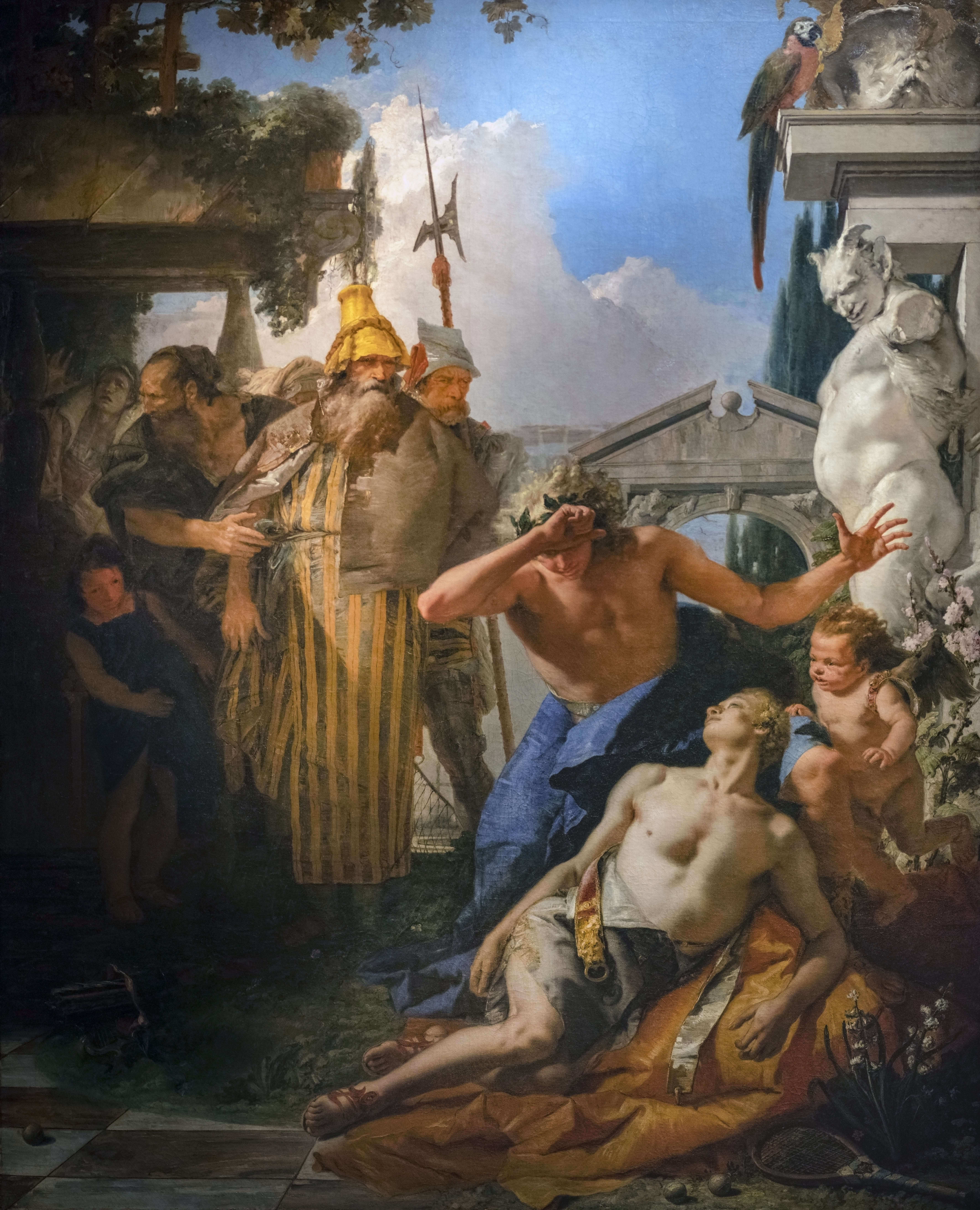
Giovanni Battista Tiepolo
Śmierć Hiacynta

Żeńskim odpowiednikiem jest Hiacynta.
Hiacynt imieniny obchodzi 10 lutego, 16 marca, 3 lipca, 4 lipca, 17 lipca, 26 lipca, 17 sierpnia, 11 września.
Znane osoby noszące to imię:
- św. Hiacynt (zm. ok. 262) – męczennik chrześcijański
- św. Hiacynt (Jacek) Odrowąż (1183–1257) – dominikanin
- bł. Hiacynt od Aniołów (1660–1700) – indiański męczennik chrześcijański